# Valsalva-Retinopathie

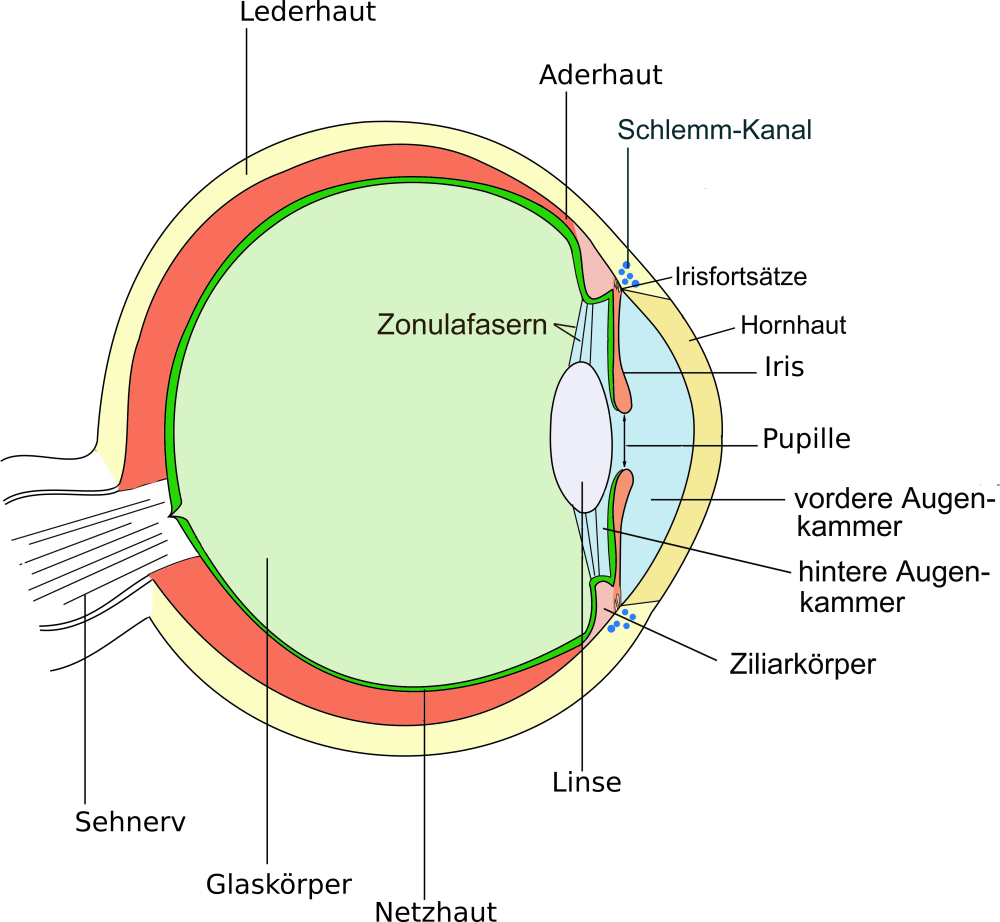
Querschnittszeichnung des Auges

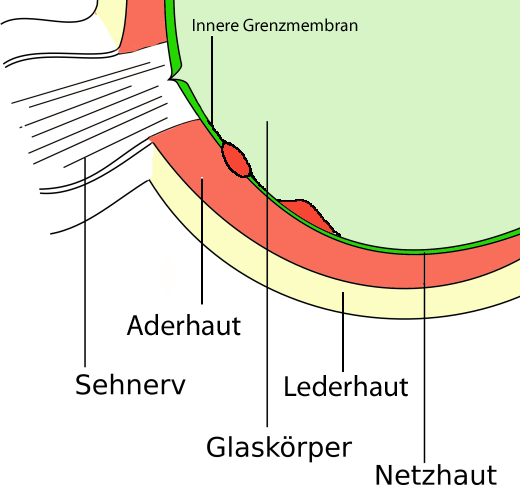
Valsalva-Retinopathie, Blutungen beidseits der inneren Grenzmembran (Internal Limiting Membrane ILM)

Bei der Valsalva-Retinopathie handelt es sich um eine Blutung der Netzhaut des Auges. Die Bezeichnung nimmt Bezug auf das Valsalva-Manöver, bei dem absichtlich der Druck im Bauch- und Brustraum erhöht wird. Gleiches geschieht unbeabsichtigt beispielsweise bei heftigem Niesen, Husten oder Erbrechen. Die Erkrankung wurde erstmalig beschrieben von Thomas Duane.

## Entstehung
Die Erkrankung betrifft meist gesunde Menschen jeden Alters ohne spezielle Vorerkrankungen. Ihr geht ein Ereignis voraus, bei dem der venöse Druck in Bauch- und Brustraum und damit auch im Kopf erheblich ansteigt. Solche Ereignisse können sein: schweres Heben, Pressen bei Stuhlgang oder Entbindung, heftiges Niesen, Husten oder Erbrechen oder heftige sexuelle Aktivitäten. Vor allem Unfälle mit Kompression des Bauch- und/oder Brustraums führen zu dieser Situation.
Durch die Druckerhöhung im venösen Teil kommt es zum Platzen von Kapillargefäßen im Bereich der Netzhaut. Das Blut ergießt sich entweder unter die innere Grenzmembran (Internal Limiting Membrane, ILM) innerhalb der Netzhaut oder zwischen Netzhaut und Glaskörper (präretinal). Blutungen in den Glaskörper kommen dabei gleichzeitig vor. Die Blutungen können an jeder Stelle der Netzhaut auftreten, eine gewisse Häufung findet man im Bereich um die Fovea centralis herum.

## Symptome
Die Patienten bemerken kurze Zeit nach dem Ereignis eine Sehstörung auf einem Auge, selten auf beiden Augen. Diese macht sich durch einen teilweisen Ausfall des Gesichtsfelds (Skotom) bemerkbar. Im Gesichtsfeld erscheinen schwarze Flecken, Punkte oder Schlieren (Mouches volantes, englisch floaters). Position und Größe dieser Schlieren hängen von Ort und Ausmaß der Blutung ab. Das Bild des betroffenen Auges ist oft rötlich eingetrübt. Andere Symptome fehlen meist. Insbesondere ist die Erkrankung schmerzlos.

## Verlauf und Therapie
Das ausgetretene Blut wird in der Regel vom Körper abgebaut und innerhalb von Wochen und Monaten bildet sich die Sehstörung wieder zum Normalzustand zurück. Eine Behandlung ist meist nicht notwendig.

## Fallbeispiele
- Valsava-Retinopathie bei Überdruckbeatmung in Bauchlage im Rahmen einer COVID-19 Erkrankung[5]
- Valsava-Retinopathie bei 25 Jahre altem Waldarbeiter nach Heben schwerer Lasten[6][7]
- Valsava-Retinopathie bei 25 Jahre altem Karosseriebauer nach Heben schwerer Lasten[3]